# Státní náboženství

Státy, které mají oficiální státní náboženství:
buddhismus
islám
křesťanství
bez státního náboženství

Státní nebo také oficiální náboženství či státní církev je náboženská nauka, instituce nebo vyznání víry oficiálně podporované státem. Termín státní církev bývá spojován s křesťanstvím a občas se používá k označení určité křesťanské větve spojené s některou z národností. Tento poměr mezi náboženstvím a státem se vyznačuje zavedením víry s podporou státu či jeho úřadů, na rozdíl od teokracie, jejíž pojetí vlády se odvozuje od božské moci či práva. Je také možné, aby se národní církev stala zavedenou bez státní kontroly. První národní církví byla arménská pravoslavná církev založená roku 301. Ve 20. století většina států zrušila státní náboženství. Státní náboženství v Československu zrušila roku 1920 Ústavní listina Československé republiky. Od roku 2017 bylo formálně zrušeno v Norsku.
Stát bez státního náboženství se většinou nazývá sekulárním.
Indonésie sice nemá oficiální státní náboženství, ale státní ideologie Pancasila zahrnuje povinnost věřit v jednoho boha.